# Chanel Preston
Chanel Preston (Fairbanks, Alaska; 1 de diciembre de 1985) es una actriz pornográfica estadounidense.

## Biografía
De ascendencia inglesa, española y alemana, Preston nació y creció en Alaska. Antes de entrar al cine para adultos, trabajó como estríper en Hawái hasta que conoció alguien en la industria del porno que le vio potencial y le sugirió que probara fortuna como actriz.
Debutó en la industria para adultos en enero de 2010, con 24 años, grabando su primera escena con Nick Manning para la serie de Brand New Faces. Poco después llegó su primera película titulada 3rd Degree's Bikini Land y su primera portada de revista en Franc's Hot Video. A la misma le siguieron las portadas de Club, Cheri y High Society. Fue premiada con los premios CAVR y XCritic a la mejor actriz y a la mejor actriz revelación respectivamente del año 2010. También recibió cuatro nominaciones a los Premios AVN del año 2011 aunque no se alzó con ninguno de ellos. Sus escenas en Fashion Fucks, Speed y This Aint Avatar XXX 3D le valieron gran parte de sus nominaciones.
En 2012 fue nombrada Penthouse Pets del mes de marzo de la revista Penthouse. Ese mismo año se convirtió también en la protagonista de la versión porno de Tomb Raider rodada por Exquisite Films encarnando a Lara Croft.

## Premios como actriz
- 2010: CAVR Award - Mejor actriz del año[6]
- 2010: Xcritic Award - Mejor actriz revelación[7]